# Pukinsaari, Kuopio
Pukinsaari är en ö i Finland. Den ligger i sjön Vuotjärvi och i kommunen Kuopio i den ekonomiska regionen  Kuopio ekonomiska region  och landskapet Norra Savolax, i den centrala delen av landet, 400 km nordost om huvudstaden Helsingfors. Öns area är 0,8 hektar och dess största längd är 170 meter i nord-sydlig riktning.